# Procolobus verus
Procolobus verus là một loài động vật có vú trong họ Cercopithecidae, bộ Linh trưởng. Loài này được Van Beneden mô tả năm 1838.

## Hình ảnh

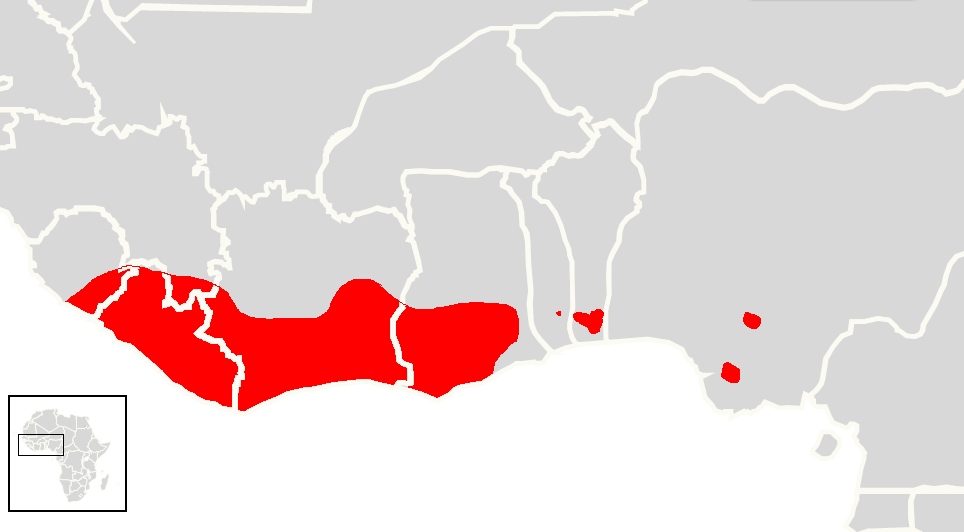